# Nässjasjön (Hjälmseryds socken, Småland)
Nässjasjön är en sjö i Sävsjö kommun i Småland och ingår i Lagans huvudavrinningsområde. Sjön har en area på 0,0494 kvadratkilometer och ligger 194 meter över havet.

## Delavrinningsområde
Nässjasjön ingår i det delavrinningsområde (635417-142053) som SMHI kallar för Mynnar i Sunnerbysjön. Medelhöjden är 203 meter över havet och ytan är 16,28 kvadratkilometer. Räknas de 22 delavrinningsområdena uppströms in blir den ackumulerade arean 248,25 kvadratkilometer. Lillån (Degerå) som avvattnar avrinningsområdet har biflödesordning 3, vilket innebär att vattnet flödar genom totalt 3 vattendrag innan det når havet efter 207 kilometer. Delavrinningsområdet består mestadels av skog (62 procent), öppen mark (10 procent) och jordbruk (19 procent). Avrinningsområdet har 0,05 kvadratkilometer vattenytor vilket ger det en sjöprocent på 0,3 procent.